# 2'35 de bonheur
Albums de Sylvie Vartan
Il y a deux filles en moi
(1966) Comme un garçon
(1967)
2'35 de bonheur est le 6e album de Sylvie Vartan. Il est sorti en LP 33 tours en 1967.

## Liste des titres
LP RCA 431 029
1. Deux mains (3:05)
2. Moi je danse (2:27)
3. Un enfant sans soleil (2:09)
4. Je n'ai pas pu résister (2:38)
5. Par amour, par pitié (3:07)
6. Donne-moi ton amour (2:37)
7. 2'35 de bonheur (2:32)
8. Il ne faut pas aimer Yann (2:36)
9. 8 heures 20 (3:02)
10. Garde-moi dans ta poche (2:28)
11. L'amour est N° 1 (3:06)
12. Drôle de fille (2:18)